# Nabesita
La nabesita és un mineral de la classe dels silicats, que pertany al grup de les zeolites. Rep el nom per la composició química: sodi (Na), beril·li i silici.

## Característiques
La nabesita és un silicat de fórmula química Na₂BeSi₄O10·4H₂O. Va ser aprovada com a espècie vàlida per l'Associació Mineralògica Internacional l'any 2010. Cristal·litza en el sistema ortoròmbic. La seva estructura cristal·lina està relacionada amb la de la weinebeneïta. La seva duresa a l'escala de Mohs es troba entre 5 i 6.
Segons la classificació de Nickel-Strunz, la nabesita pertany a «09.EA: Fil·losilicats, amb xarxes senzilles de tetraedres amb 4-, 5-, (6-), i 8-enllaços» juntament amb els següents minerals: cuprorivaïta, gil·lespita, effenbergerita, wesselsita, ekanita, apofil·lita-(KF), apofil·lita-(KOH), apofil·lita-(NaF), magadiïta, dalyita, davanita, sazhinita-(Ce), sazhinita-(La), okenita, nekoïta, cavansita, pentagonita, penkvilksita, tumchaïta, ajoïta, zeravshanita, bussyita-(Ce) i plumbofil·lita.

## Formació i jaciments
Va ser descoberta a les albitites amb tugtupita de l'altiplà de Kuannersuit, dins el complex d'Ilímaussaq, a Narsaq (Kujalleq, Groenlàndia). Es tracta de l'únic indret de tot el planeta on ha estat descrita aquesta espècie mineral.